# رازدولیه
رازدولیه (به لاتین: Razdolye) یک منطقهٔ مسکونی در روسیه است که در باشقیرستان واقع شده‌است.